# Wolfgang Stach
Wolfgang „Stackman“ Stach (* 25. Mai 1960 in Ammern) ist ein deutscher Musikproduzent und -verleger mit Wohnsitz in Köln.

## Leben
Zum ersten Mal in einem Tonstudio stand Stach, als er 1983 mit seiner damaligen Band Demos im Kölner Heart Beat Studio (Köln) aufnahm. Es folgten Praktikum und Assistenz beim damaligen Betreiber des Studios, Paul Grau. Parallel schloss er ein Maschinenbau-Studium an der Fachhochschule Köln ab, verfolgte aber weiterhin den Wunsch, professionell im Studio zu arbeiten. Ein Jahr später folgten erste Jobs als freier Ton-Ingenieur und Produzent. Nachdem er sich Mitte der 90er einen Namen als Metal-Produzent gemacht hatte, sorgte er besonders durch seine Crossover- und Rock-Produktionen mit Channel Zero, Guano Apes, Such a Surge und Emil Bulls für Aufmerksamkeit.
Nebenher beteiligte sich Stach am Nachwuchsförderprojekt „A-Jugend“ von Universal Music. Nach zehn Jahren freier Tätigkeit als Mixer, Produzent und Engineer arbeitete er 2001/02 fest im Heart Beat Studio. Es folgte ein Jahr im One and One Studio (Köln), bevor er 2004 ins maarwegstudio2 zog, wo er seitdem produziert und Acts wie Karpatenhund, Bosse oder The Life Between aufbaute, aber auch Auftragsproduktionen macht.
Von 2005 bis 2014 arbeitet Stach kontinuierlich mit BAP zusammen, er produzierte drei Studio-Alben und zwei Live-Alben mit der Kölner Band und 2012 die Single All die Augenblicke, gemeinsam mit Clueso. Eine ebenfalls langfristige Zusammenarbeit verbindet ihn mit Jupiter Jones; er produzierte mit der Band drei Studio-Alben, von denen das 2011 erschienene Jupiter Jones mit Gold ausgezeichnet wurde. Die Single „Still“ erreichte Platinstatus und bekam den Echo für den meist gespielten deutschsprachigen Radiohit. Seit 2012 arbeitet Stach regelmäßig mit Dominic Miller (Gitarrist von Sting) an dessen Solo-Projekten.
Produktionen mit Akua Naru oder Nico Suave zeigen, dass sich Stach in verschiedensten Genres wohlfühlt.

## Diskografie (Auswahl)
- Tonbandgerät, "Wenn das Feuerwerk landet, Universal, 2015
- Z-Country „Paradise“, 2015
- Jupiter Jones „Glory Glory Hallelujah“, 2014
- Niels Klein „Tubes And Wires“, 2014
- BAP „Das Märchen vom gezogenen Stecker“, 2014
- Dominic Miller „Ad Hoc“, 2014
- Jupiter Jones „Das Gegenteil von Allem“, 2013
- wingenfelder:Wingenfelder „Selbstauslöser“, 2013
- Akua Naru „The Live & Aflame Sessions“, 2012
- Ganes „Parores & Neores“ (4 Songs), 2012
- Jasper van’t Hof „œvre“, 2012
- Polyana Felbel „Heart“ (EP), 2012
- Jupiter Jones „Jupiter Jones“, 2011
- BAP „Halv su wild“, 2011
- The Life between „Colours of your choice“, 2011
- Emma6 „Soundtrack für dieses Jahr“, 2011
- Nils Wogram Nostalgia Trio „Sturm und Drang“, 2011
- Schnermann’s Poetryclan „All what love“, 2011
- Gunter Gabriel „Sohn aus dem Volk“, 2010
- Jupiter Jones „Holiday in Catatonia“, 2009
- BAP „Radio Pandora“, 2008
- Karpatenhund „#3“, 2007
- BAP „Dreimal zehn Jahre“, 2005
- Bosse „Kamikazeherz“, 2005
- Such a Surge „Rotlicht“ (2 Songs), 2003
- Emil Bulls „Porcelain“, 2003
- SPN-X „Ein Rasantes Musik“, 2001
- Emil Bulls „Angel Delivery Service“, 2001
- Guano Apes „Don’t give me names“, 2000
- Such a Surge „Der Surge Effekt“, 2000
- Such a Surge „Tropfen“ (EP), 1999
- Guano Apes „Proud like a God“, 1997
- Night in Gales „Towards the twilight“, 1997
- Sodom „Get what you deserve“, 1994
- Elegy „Supremacy“, 1994